# Paghman (distrikt)
Paghman är ett distrikt i Afghanistan. Det ligger i provinsen Kabul, i den nordöstra delen av landet, 22 kilometer väster om huvudstaden Kabul. Administrativt centrum är staden Paghman.
Distriktet beräknades år 2022 ha cirka 144 000 invånare.